# Robert Dunlop
Pour les articles homonymes, voir Dunlop.
Stephen Robert Dunlop (25 novembre 1960 - 15 mai 2008) était un pilote de moto d'Irlande du Nord. Il était le frère cadet de feu Joey Dunlop et père de Michael et William Dunlop. Comme Joey, il trouva la mort à la suite d'un accident en course. Son fils William décéda également des suites de blessures mortelles d'un accident lors d'un entraînement au Skerries 100 à Dublin le 7 juillet 2018.

## Biographie
À l'adolescence et après un apprentissage sur circuits courts, Dunlop fait ses débuts en course sur route au Temple 100 en 1979. Sa première apparition au Cookstown 100 eut lieu en 1980, sur une Yamaha de 347 cm3. Sa première course professionnelle entièrement sponsorisée se déroula à Aghadowey en 1981.
Dunlop a ensuite commencé une course au record à la Cookstown 100, où sa première victoire eut lieu en 1985 dans une course 250 cm3. Pilotant une ECM, il roula à la moyenne de 88,57 mi/h (143 km/h) passant le drapeau à damier devant Gary Cowan (EMC) et Noel Hudson (Rotax). Son année la plus réussie fut 1987 quand il remporta le prestigieux "Man of the Meeting", gagnant les courses en catégories 125 cm3, 350 cm3 et 100 cm3. Quatre victoires de plus en 125 cm3 suivirent en 1988, 1989, 1991 et 1993 amenant à un total de huit victoires pour cet événement.
En 1989 il remporte le Grand Prix de Macao sur une Honda 500, battant Phillip McCallen et Steve Hislop, tous deux sur Honda 750.
En 1990, il rejoint l'équipe de course JPS Norton sur une RCW588 propulsée par un moteur Wankel. Sur les courts-circuits, Dunlop a décroché l'une des trois victoires MCN Supercup, les deux autres l'étant par Terry Rymer. Dunlop remporta un doublé à la North West 200 en Irlande et a terminé troisième en catégorie F1 du Tourist Trophy de l'île de Man.

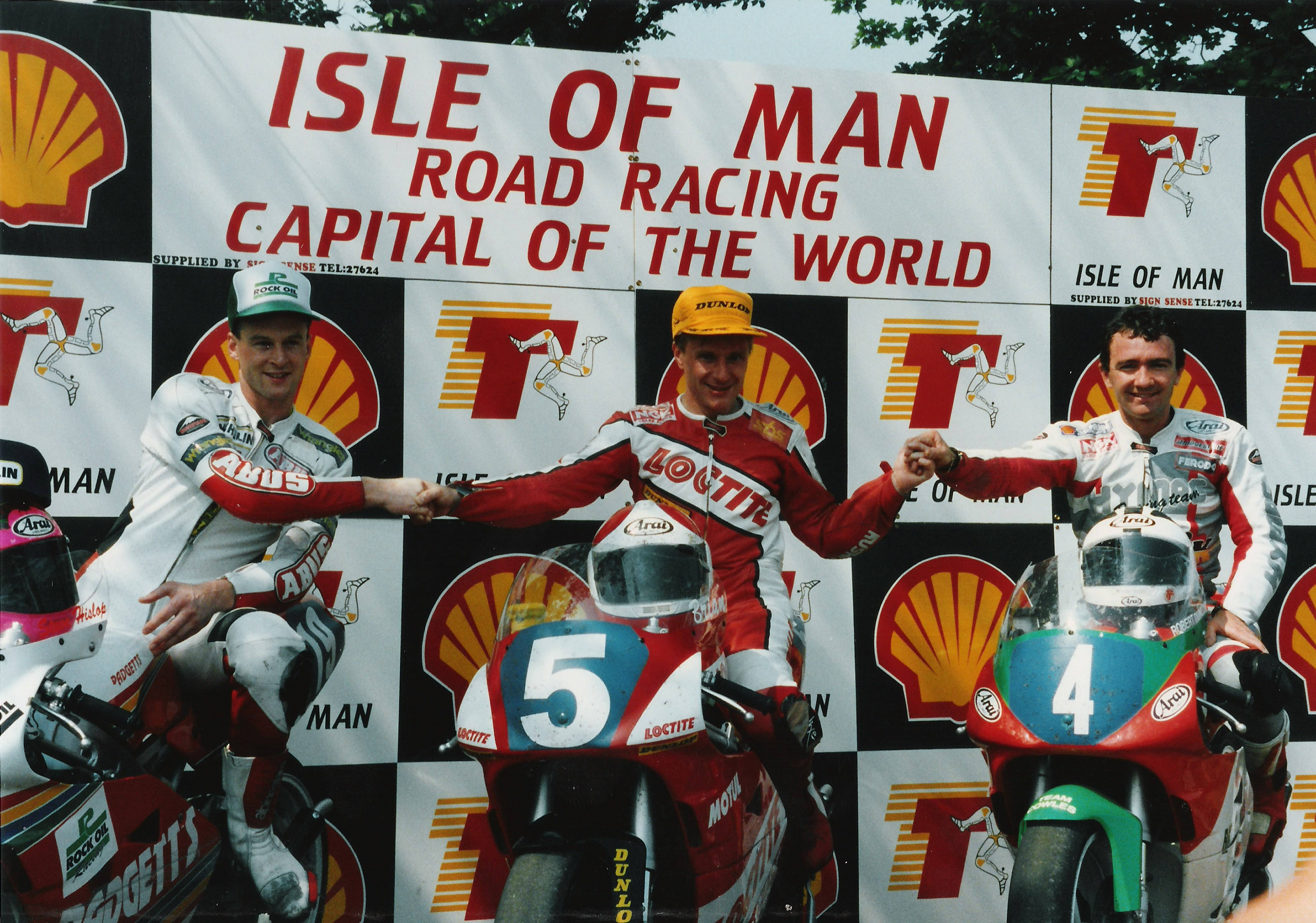
Dunlop (à droite) avec Steve Hislop (à gauche) et Brian Reid, 1992

En 1994, Dunlop eut un accident majeur lors du Tourist Trophy de l'île de Man en catégorie Formula One, lorsque la roue arrière de sa Honda RC45 750 cm3 se brisa dans un long virage à gauche, juste après avoir franchi Ballaugh Bridge. Dunlop subit de multiples blessures mais eu la chance de survivre à cet accident à grande vitesse. Un long séjour à l'hôpital, suivi d'une récupération prolongée, signifiait que Dunlop était hors jeu pour le reste de 1994 et toute l'année 1995.
Beaucoup croyaient que sa carrière en course était terminée à la suite de son accident étant donné les graves dommages subis par ses tendons, qui restreignaient ses mouvements, ainsi qu'une jambe plus courte. Après avoir accepté ses blessures et par conséquent se limitant désormais à la catégorie 125 cm3, Dunlop était déterminé à revenir. Il choisit la Cookstown 100 le 20 avril 1996, et bien que partiellement remis, il prit la neuvième place dans la course des 125 cm3 remportée par son frère Joey. Bien que n'ayant plus jamais gagné la course principale de la Cookstown 100, il revint chaque année dans la catégorie 125 cm3 se classant 3ème en 1997, 4ème en 1998, 3ème en 2002 et 2ème en 2004.
Soumis à des restrictions et des coûts d'assurance sévères en raison de sa douleur continuelle et de la détérioration de l'état de sa jambe, entraînant même des questionnements à son sujet au sein de l'Assemblée d'Irlande du Nord, le 16 décembre 2003 Dunlop annonça qu'il quitterait la compétition moto après la saison 2004. Il annonça également qu'il espérait gagner le TT de l'île de Man et la North West 200 avant de se retirer, et qu'il avait l'intention de se concentrer sur ses fils, William et Michael, afin de leur transmettre son expérience en moto. Robert continua à courir jusqu'à sa retraite au TT de l'île de Man en 2004.
Le 8 février 2005 il fut la première personne à être élue au "Irish Motorcycle Hall of Fame". Lors de l'événement, Dunlop annonça qu'il allait bientôt entrer à l'hôpital pour soigner sa jambe blessée, une conclusion inévitable de son accident au TT 1994. Il déclara également que si tout se passait bien, il adorerait revenir à la compétition moto en 2006, parrainé par Patsy O'Kane. Dunlop est revenu de sa retraite pendant la saison 2005 de course sur route.
Dunlop a remporté sa 15eme victoire record lors de la réunion 2006 de la North West 200. À eux deux les frères Dunlop ont remporté un nombre record de courses à la North West 200.

## Record au TT de l'île de Man

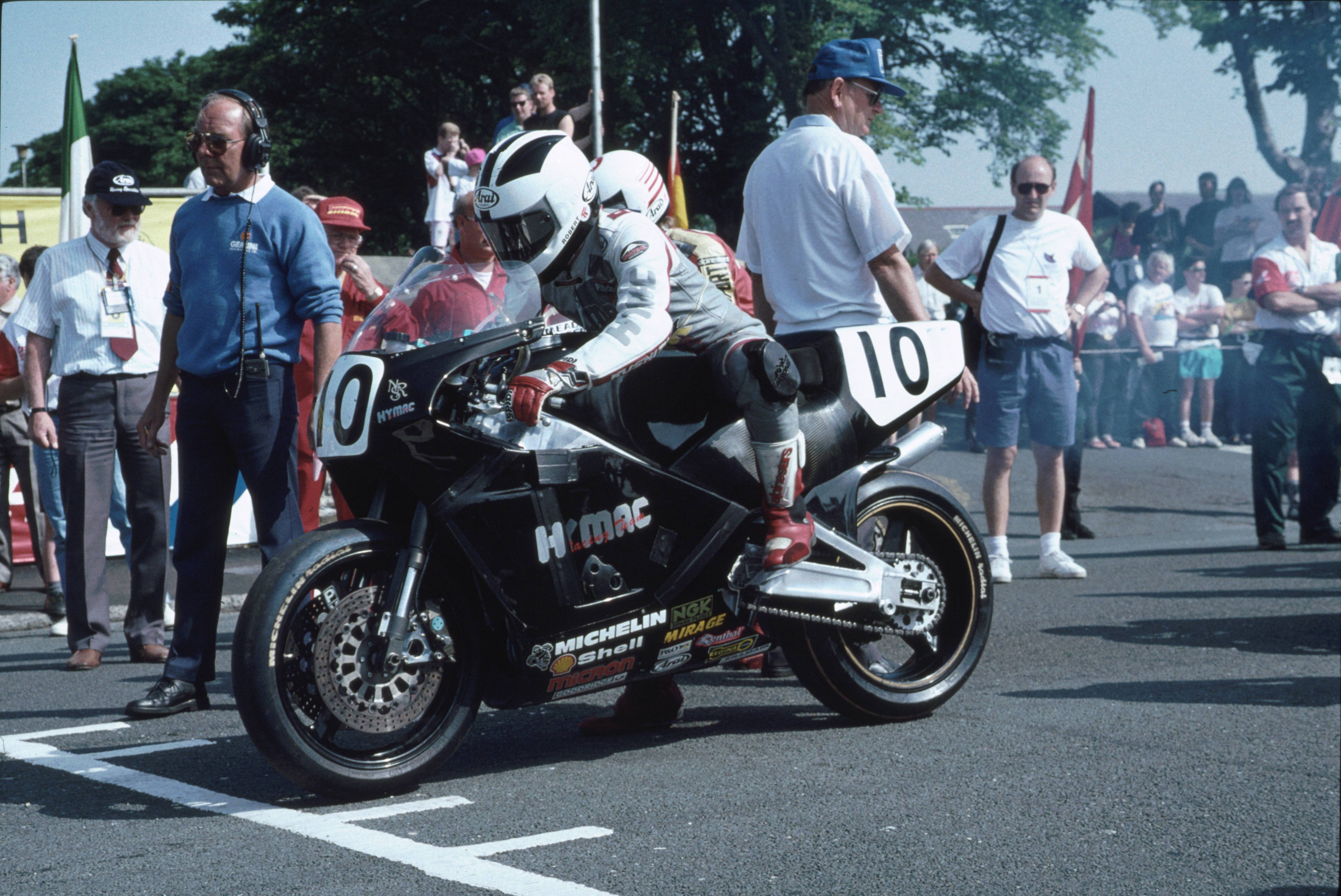
Dunlop au départ lors de la course Senior TT en 1992

Vainqueur sur le parcours à sa première tentative, Robert Dunlop a remporté en 1983 le Newcomers 350 cm3 Grand Prix de Manx, l'antichambre du Tourist Trophy. En 1989, il remporta sa première victoire au TT dans la catégorie 125 cm3 avec un nouveau record du tour à 103,02 mi/h (166 km/h). En 1990, il répéta son succès en 125 avec un nouveau record du tour à 104,09 mi/h (168 km/h) et une troisième place en Formule One TT sur une Norton Rotary. En 1991 il remporta une double victoire en remportant la course en 125 cm3 pour la troisième année consécutive avec un record à 103,68 mi/h (167 km/h) et un nouveau record du tour à 106,71 mi/h (172 km/h). Il a également remporté le Junior TT à une vitesse moyenne de 114,89 mi/h (185 km/h). En 1992 il termine 2eme en 125 et 3eme en Junior TT et Senior TT. En 1993 il termine 2e en 125.
En 1994, un accident à Ballaugh Bridge en Formula One mis fin à sa semaine de compétition. Il ne courut de nouveau au TT qu'en 1997 dans la catégorie 125 cm3, prenant la troisième place. En 1998, il a remporté la course Ultra-Lightweight et en 1999 a terminé 5e. En 2000, il a piloté une Honda dans l'Ultra-Lightweight et l'a ramené à l'arrivée à la troisième place. Au cours de sa carrière, il a terminé 14 fois sur un podium au Tourist Trophy.

### Palmarès TT complet
| 2004 | Ultra Lightweight 125 cm3 2 |                       |                    |               |
| 2003 | Ultra Lightweight 125 cm3 4 |                       |                    |               |
| 2002 | Ultra Lightweight 125 cm3   |                       |                    |               |
| 2000 | Ultra Lightweight 3         |                       |                    |               |
| 1999 | Ultra Lightweight 5         |                       |                    |               |
| 1998 | Ultra Lightweight TT 1      |                       |                    |               |
| 1997 | Ultra Lightweight TT 3      |                       |                    |               |
| 1993 | Ultra Lightweight 2         | Junior TT 10          | Formula One TT Abd | Senior TT Abd |
| 1992 | Ultra Lightweight 2         | Junior TT 3           | Formula One TT Abd | Senior TT 3   |
| 1991 | Ultra Lightweight 1         | Junior TT 1           | Formula One TT Abd | Senior TT 3   |
| 1990 | Ultra Lightweight TT 1      | Formule One TT 3      | Senior TT Abd      |               |
| 1989 | Ultra Lightweight TT 1      | Formule One TT 7      |                    |               |
| 1988 | Production Class C 16       | Junior TT Abd         | Formula One TT 13  | Senior TT 12  |
| 1987 | Production Class D 6        | Junior 250 cm3 TT Abd | Formula Two 5      |               |
| 1986 | Formula Two Abd             |                       |                    |               |
| 1985 | Production 100-250 cm3 6    | Junior TT Abd         | Senior TT 32       |               |
| 1984 | Classic TT 12               | Senior TT 14          |                    |               |
| 1983 | Newcomers Junior 1          |                       |                    |               |

## Récompenses

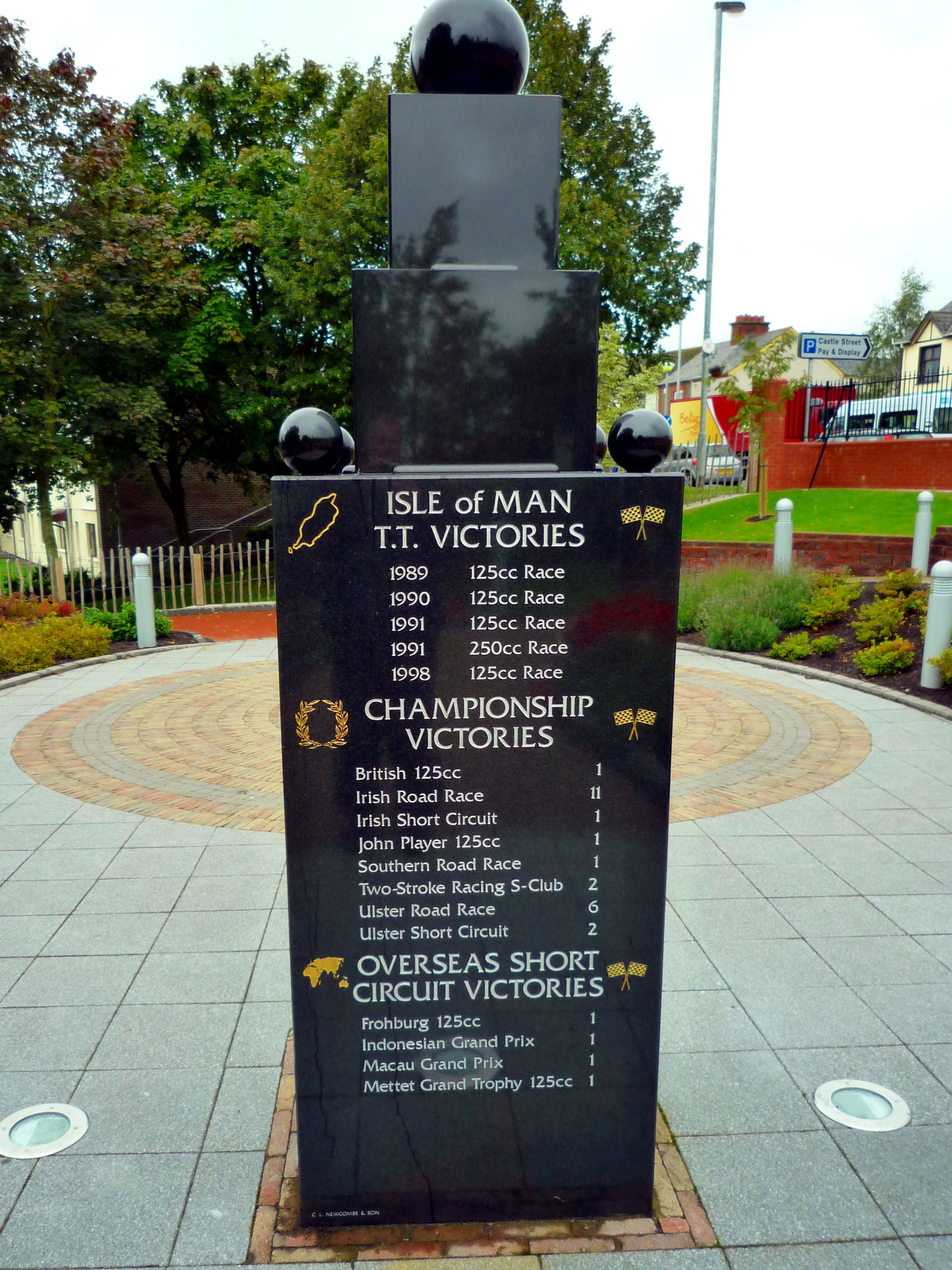
Mémorial et jardins à Ballymoney

Le 8 février 2005, il a été la première personne à être élue au "Irish Racer Magazine Hall of Fame" .
En février 2006, il fut annoncé que Robert Dunlop et son frère Joey avaient reçu des diplômes honorifiques de l'Université d'Ulster, à la lumière de leurs performances dans le domaine des courses de motos. Le 4 juillet, les deux frères reçurent un doctorat honorifique universitaire (DUniv) de l'Université d'Ulster à Coleraine.

## Vie privée
Fils de Willie et May Dunlop, Robert fut managé par Liam Beckett, un ami proche. Marié à Louise, le couple a eu trois fils, William, Michael et Daniel. William et Michael sont tous deux devenus des pilotes de moto.

## Décès
Le 15 mai 2008, Robert Dunlop est décédé des suites de graves blessures à la poitrine lors d'un accident survenu durant une séance d'entraînement au North West 200. L'accident mortel se produisit lors des qualifications en 250 cm3 alors que les pilotes s'approchaient de la section transversale du parcours de Mather. Le moteur de sa moto s'étant grippé, Robert actionna par erreur le frein avant de sa moto, qui était situé à côté de l'embrayage de sa moto spécialement modifié, il a ensuite été jeté par-dessus le guidon à environ 160 mi/h (257 km/h). Alors qu'il s'écrasait, le pilote suivant - Darren Burns - entra en collision avec lui, subissant une fracture de la jambe ainsi qu'une commotion cérébrale dans l'accident. Dunlop fut emmené à l'hôpital Causeway de Coleraine avant de succomber à ses blessures peu après 22h00, heure locale. Dunlop courait dans la catégorie 250 cm3 cette année-là pour la première fois depuis le TT de l'île de Man de 1994. Son fils Michael remporta cette course et dédia sa victoire à son père.
Ses funérailles eurent lieu le 18 mai 2008 à l'église presbytérienne de Garryduff dans sa ville natale de Ballymoney. Dunlop est inhumé à côté de son frère, Joey.